# نهائي كأس الكؤوس الأوروبية 1997
نهائي كأس الكؤوس الأوروبية 1997 جمعت المباراة النهائية في نسخة 1997 في بطولة كأس الكؤوس الأوروبية ناديً برشلونة الإسباني وباريس سان جيرمان الفرنسي وتمكن نادي برشلونة من الفوز بنتيجة 1-0 وتحقيق اللقب الرابع له في اطار البطولة .

## التفاصيل
| برشلونة                                | 1–0      | باريس سان جيرمان     |
| -------------------------------------- | -------- | -------------------- |
| رونالدو 38' (ج) · المدرب · بوبي روبسون | التفاصيل | المدرب ريكاردو غوميز |

| برشلونة | باريس سان جيرمان |